# Jan Hult
Jan Alrik Harald Hult, född 9 december 1927 i Stockholm, död 20 februari 2013 i Lerum, var en svensk professor i hållfasthetslära, som även varit verksam inom ämnet teknikhistoria. Han var son till Phillips Hult.

## Utbildning och yrkesverksamhet
Jan Hult avlade civilingenjörsexamen 1950 och disputerade för teknologie doktorsgrad vid Kungliga Tekniska högskolan i Stockholm 1958. Under en vistelse vid Massachusetts Institute of Technology i USA blev han även där doktor 1957. Hult utnämndes till professor i hållfasthetslära vid Chalmers tekniska högskola i Göteborg 1962. Efter pensioneringen 1992 verkade han under flera år som föreståndare för Centrum för teknik- och industrihistoria vid Chalmers. Historien bakom det nya centret och hur teknikhistoria etablerades som ämne på Chalmers beskrev han i boken Teknikhistoria : hur ett nytt ämnesområde etablerades vid Chalmers tekniska högskola 1979-1999.

## Forskning
Hult var en internationellt erkänd forskare inom sitt fackområde, där han gjort insatser inom framför allt kryp- och skademekanik. Han är även känd som pedagog och författade flera läroböcker och populärvetenskapliga skrifter. En av hans mest kända är Laster och brott: en bok om hållfasthetslära, som utkommit i flera upplagor. 
Till hans mera udda insatser inom hållfasthetsläran kan nämnas beräkningar och tester av plastcykeln Itera i början av 1980-talet.

## Medie- och informationsverksamhet
Hult var en av grundarna av den teknikhistoriska tidskriften Polhem 1983 och även dess chefredaktör under en följd av år. Han hade också olika internationella uppdrag, bland annat som generalsekreterare i International Union of Theoretical and Applied Mechanics och som medlem i styrelsen för International Council of Scientific Unions. Hult var ledamot av Kungl. Ingenjörsvetenskapsakademien sedan 1974 samt ledamot av Kungl. Vetenskapsakademien från 1976. Han var även ledamot av Kungl. Vetenskaps- och Vitterhets-Samhället i Göteborg (KVVS), vars ständige sekreterare han var under 13 år.
Hult var intresserad av böcker och då kanske främst vetenskaplig litteratur. Ett starkt uttryck för detta är den utställningsverksamhet som han bidrog till i Chalmers bibliotek, och som fortfarande lever kvar. 
Han var också engagerad i den permanenta historiska utställningen "Dokumenten berättar" – som han byggde upp tillsammans med Mikael Carlsson, Helena Rafstedt, Bengt Svensson, Tomas Wahlberg och Jan-Olof Yxell – i kårhuset på Campus Johanneberg. Den invigdes när högskolan fyllde 175 år den 5 november 2004, och "skildrar den dramatiska processen, med stöd av dokument från Landsarkivet, allt från själva testamentet 1811 fram till invigningstalet den 5 november 1829", som Hult skrev i Chalmers magasin, nummer 4 2004. I utställningen finns också en specialtillverkad modell av högskolans första byggnad vid Lilla Bommen, samt ett tiotal bevarade elevarbeten från de första åren.

## Utmärkelser och ledamotskap
- 1993: Chalmersmedaljen
- Ledamot av Kungl. Vetenskapsakademien
- Ledamot av Kungl. Ingenjörsvetenskapsakademien
- Ledamot av Kungl. Vetenskaps- och Vitterhets-Samhället i Göteborg